# Pseudomma californica
Pseudomma californica är en kräftdjursart som beskrevs av Mihai Bacescu och Gleye 1979. Pseudomma californica ingår i släktet Pseudomma och familjen Mysidae. Inga underarter finns listade i Catalogue of Life.